# Пугачёв, Олег Николаевич
Оле́г Никола́евич Пугачёв (род. 23 октября 1953, Валдай) — российский паразитолог. Член-корреспондент РАН (2006), академик РАН (2016), заведующий лабораторией паразитических червей, научный руководитель Зоологического института РАН (директор института в 2006—2018 гг.), доктор биологических наук, вице-президент Паразитологического общества. Главный редактор журнала «Паразитология». Сфера научной деятельности — экология паразитарных сообществ пресноводных рыб.

## Биография
- 1971 — окончил школу-интернат № 45 при Ленинградском государственном университете[2][3]
- 1976—1978 — аспирант института биологии моря Дальневосточного отделения АН СССР
- 1978—1982 — младший научный сотрудник Зоологического института АН СССР
- 1982 — защищена кандидатская диссертация по специальности «паразитология» в Московском государственном университете.
- 1982—1985 — научный сотрудник Зоологического института АН СССР
- 1985—1989 — старший научный сотрудник Зоологического института АН СССР
- с 1989 — заведующий лабораторией паразитических червей Зоологического института АН СССР / РАН
- 1995—2005 — заместитель директора Зоологического института РАН по науке
- 1999 — защищена докторская диссертация по специальности «паразитология» (Зоологический институт РАН), тема: «Паразиты пресноводных рыб Северной Азии: фауна, экология паразитарных сообществ, зоогеография»[4]
- 2005—2018 — директор Зоологического института РАН
- 2020 — по настоящее время — научный руководитель Зоологического института РАН

## Научные труды
- Пугачев О. Н. Каталог паразитов пресноводных рыб Северной Азии: Простейшие. — СПб.: Зоологический институт РАН, 2001.
- Пугачев О. Н., Крылов М. В., Белова Л. М. Кокцидии отряда Eimeriida рыб России и сопредельных территорий = Fish coccidia of the order Eimeriida of Russia and adjacent territories. — СПб.: Зоологический институт РАН, 2012.[4]